# Гриллс, Беар
Э́двард Майкл «Бе́ар» Гриллс (англ. Edward Michael «Bear» Grylls, род. 7 июня 1974, Лондон) — британский путешественник, телеведущий и писатель. Наиболее известен по телепрограмме «Выжить любой ценой».

## Биография
Гриллс до трёх лет жил в Донахади (Северная Ирландия), пока его семья не переехала в Бембридж на Острове Уайт. Он сын политика из Консервативной партии сэра Майкла Гриллса и Салли Гриллс (урождённая Сара Форд). Его дедушка и бабушка с материнской стороны были Патрисия Форд, член парламента от Ольстерской юнионистской партии, и Невил Форд — профессиональный игрок в крикет. У него был один брат и старшая сестра Лара Фосет.
Гриллс учился в школе Ладгроув, Итон Колледже и Лондонском университете. С ранних лет он занимался скалолазанием и парусным делом вместе с отцом. Подростком он также заслужил чёрный пояс по сётокан-карате (а сейчас занимается йогой и ниндзюцу). Он говорит на английском, испанском и французском. Гриллс — христианин, и называет веру основой своей жизни.
Гриллс женился на Шаре Гриллс (урождённая Каннингс Найт) в 2000 году. У них трое детей: Джесси (род. 10 июня 2003 года), Мармадьюк (род. 6 апреля 2006 года) и Хаклберри (род. 15 января 2009 года методом естественных родов в плавучем доме Гриллса).

## Военная служба
После окончания школы Гриллс поступил на службу в британскую армию и провёл несколько месяцев в Гималаях в Сиккиме и Западной Бенгалии. В 1994—1997 годах служил в спецназе, в 21 полку SAS. Дважды был в Северной Африке. В 1996 году получил травму во время прыжка с парашютом в Замбии. Купол парашюта порвался на высоте 1600 футов (500 метров), частично раскрывшись. Гриллс упал на спину, повредив три позвонка. Позднее он сказал: «Я должен был отцепить основной парашют и использовать запасной, но думал, что у меня есть время разрешить проблему». Следующие восемнадцать месяцев Гриллс провёл в военном реабилитационном центре Хэдли-корт, первое время будучи парализованным.

## Эверест
26 мая 1998 года Гриллс осуществил свою детскую мечту о покорении Эвереста (он мечтал об этом с восьми лет, когда отец подарил ему картинку с изображением Эвереста). Он попал в Книгу рекордов Гиннесса как самый молодой британец — 23 года, — взошедший на Эверест. Произошло это всего через восемнадцать месяцев после повреждения спины. Нужно сказать, что Джеймсу Аллену, который поднялся на Эверест в 1995 году с австралийской командой, было 22 года, но он имел двойное гражданство — британское и австралийское. Экспедиция Гриллса провела почти три месяца на юго-восточной стороне Эвереста. Сначала было разведывательное восхождение, во время которого Гриллс упал в расщелину в леднике, ударился, потерял сознание и, очнувшись, обнаружил себя качающимся на конце верёвки. Затем недели акклиматизационных восхождений, включая подъёмы и спуски на южной стороне, преодоление ледника Кхумбу, ледника Западный цирк, 5000-футовой (1524-метровой) стены льда, называемой Лхоцзе. Вместе с бывшим солдатом SAS, капитаном Нейлом Лаутоном он совершил восхождение на вершину, испытывая на себе трудности от плохой погоды, утомления, обезвоживания, потери сна, им пришлось убегать из «зоны смерти», где воздух в три раза разреженнее, чем на уровне моря.
Чтобы подготовиться к восхождению на такую высоту, в 1997 году Гриллс поднялся на вершину Ама-Даблам, которую сэр Эдмунд Хиллари называл неприступной.

## Другие экспедиции
Плавание вокруг Британских островов
В 2000 году Гриллс руководил командой, за тридцать дней обошедшей Британские острова на личных судах, а также гидроциклах, чтобы собрать деньги для Королевского национального института спасения на водах.
Пересечение Северной Атлантики
Три года спустя Гриллс руководил командой из пяти человек, включая друга его детства и партнёра по восхождению на Эверест Мика Кростуэйта, в первом пересечении Северной Атлантики без посторонней помощи в открытой надувной лодке. Они совершили плавание из Галифакса (Новая Шотландия) в Джон О’Гроатс (Шотландия), борясь с восьмибалльным ветром, переохлаждением, айсбергами и штормами, через несколько самых коварных участков, включая море Лабрадор, Датский пролив. За это плавание Гриллс был удостоен почётного звания лейтенант-коммандера военно-морского резерва.
Полёт на парамоторе над водопадом Анхель
В 2005 году Гриллс руководил первой командой, которая пролетела на парамоторе над водопадом Анхель в Венесуэле, самым высоким водопадом в мире.
Званый обед на высоте
В 2005 году вместе с воздухоплавателем и альпинистом Дэвидом Хэмплманом-Адамсом и капитан-лейтенантом Аланом Вилом, руководителем парашютной команды Королевского морского флота, Беар Гриллс установил мировой рекорд для высочайшего официального званого обеда, который они провели в аэростате на высоте 25000 футов (7620 метров), одетые в парадную обеденную форму и кислородные маски. Для тренировки, перед этим событием Гриллс выполнил двести парашютных прыжков.
Полёт на парамоторе над Гималаями
В 2007 году Гриллс заявил, что установил новый мировой рекорд, пролетев на парамоторе над Гималаями на высоте выше, чем Эверест. Гриллс поднялся на 14500 футов (4419,6 метров) в восьми милях от Эвереста. Он сообщил, что смотрел на вершину во время подъёма при температуре ниже -60 градусов по Цельсию. Он вытерпел опасно низкий уровень кислорода и достиг 29500 футов (8991,6 метров), то есть почти на 10000 футов (3048 метров) выше, чем обладатель предыдущего рекорда в 20019 футов (6101,8 метров). Про этот полёт был снят фильм для каналов «Channel 4» (для Великобритании) и «Дискавери» (для всего мира).
Гриллс первоначально планировал пересечь Эверест, но ему было разрешено пролететь только над южной стороной, и он не пересёк Эверест из-за опасности подвергнуться нападению китайских воздушных сил.
Путешествие по Антарктиде
В 2008 году Беар возглавил группу из четырёх человек, намеревавшуюся подняться на один из самых отдалённых непокорённых пиков в мире, находящийся в Антарктиде. Экспедиция была организована с целью собрать деньги для детской благотворительной организации «Global Angels» и для повышения осведомлённости общественности о новых потенциальных источниках электроэнергии. Во время этой миссии команда также намеревалась изучить побережье Антарктиды на надувной лодке и водных мотоциклах, некоторые из которых работали на биоэтаноле, а затем совершить переход через ледяную пустыню на кайт-лыжах с электроприводным парамотором. Однако, на этом участке Гриллс сломал себе плечо. Экспедиция была прервана и эвакуирована.
Самое долгое свободное падение в вертикальной аэродинамической трубе
В 2008 году Беар Гриллс вместе с Элом Ходжсоном (у которого ампутированы обе ноги) и Фредди Макдональдом попал в Книгу рекордов Гиннесса за самое долгое свободное падение в вертикальной аэродинамической трубе. Предыдущий рекорд, установленный в США, составлял 1 час 36 минут. Гриллс, Ходжсон и Макдональд, использовавшие вертикальную трубу в Милтон-Кинс, побили рекорд на несколько десятков секунд.
Плавание через Северо-Западный проход
В 2010 году Беар Гриллс прошёл на двух жестконадувных лодках (RIB) «Arctic Wolf» Северо-Западным проходом с целью привлечь общественное внимание к проблеме изменения климата и в надежде собрать деньги для детской благотворительной организации «Global Angels». Севернее острова Кинг-Вильям в проливе Веллингтон, где любые другие суда непременно должны были сесть на мель, группа остановилась на безымянном острове на ночь. Остров представлял собой небольшой бесплодный участок суши, который возвышался над уровнем моря всего на 8, а в ширину был около 200 метров. Там были обнаружены человеческие кости, череп, куски ткани, нож из китовой кости, остатки мачт. Гриллс предположил, что найденные обломки принадлежат не грот-мачте корабля, а скорее мачтам корабельных ботов, оснащённых для плавания под парусами. Были также найдены несколько мест, обложенные камнями, которые, вполне возможно, могли быть местами установки палаток. Северная часть острова сохранила следы большого пожара, подножная скала почернела. Исходя из этого, было выдвинуто предположение, что, возможно, люди разожгли большой сигнальный костёр из древесины своих лодок, тщетно ожидая спасения с севера. Между тем, кому принадлежат останки не установлено: членам экипажа Франклина, которые вновь отправились на север в надежде встретить спасателей, эскимосам, либо неизвестной группе китобоев.

## Телевидение
Гриллс впервые появился на телевидении в рекламе дезодоранта «Sure». Он был гостем многих телепрограмм, включая шоу Опры Уинфри и Дэвида Леттермана. Гриллс записал два рекламных ролика для сухих завтраков «Trail Mix Crunch Cereal», которые вышли в эфир в январе 2009 года.

### «Выжить любой ценой»
Наиболее известным телевизионным проектом Гриллса является программа «Выжить любой ценой», которая выходит на «Channel 4» для Великобритании и на Discovery Channel для США, Европы, Азии и Африки. В программе Гриллс высаживается в диких местах, показывая зрителям, как выживать. В настоящее время вышло семь сезонов. Программа дебютировала в 2006 году в Америке и сейчас транслируется для международной аудитории более чем в 1,2 миллиарда человек, став одной из самых высокорейтинговых программ канала «Дискавери». Концепция данной передачи такова: Беара без припасов и снаряжения высаживают в разных точках земли, и главной его задачей является добраться до цивилизации. По ходу серии демонстрировались различные приёмы выживания в экстремальных ситуациях в условиях дикой природы: поиск провизии, получения огня без спичек, поиск и сооружение укрытий для ночёвки, определение сторон света без компаса, безопасность в дикой природе и т. д. Гриллс также рассказывает истории о путешественниках, потерявшихся или погибших в дикой природе. Некоторые ранние эпизоды программы «Выжить любой ценой» подвергались критике. Сообщалось, что они вводят смотрящих в заблуждение, а ситуации, в которые попадает Гриллс, нужно решать другими способами. Канал «Дискавери» заверил, что производство и редактирование будет прозрачным, точным и ясным, отвечая на критику. 13 марта 2012 года канал Discovery прекратил деловые отношения с Беаром Гриллсом в связи с разногласиями по контракту.

### Другие телевизионные проекты
В 2005 году Гриллс снялся в четырёхсерийной программе «Побег в Легион», рассказавшей о том, как Гриллс и ещё одиннадцать добровольцев из Великобритании участвовали в подготовке на базе Французского Иностранного легиона в пустыне Сахара. Программа была показана в Великобритании на канале «Channel 4» и в США на канале «Military Channel». В 2008 году она была повторена на канале «History Channel».
В передаче «Миссия Эверест» демонстрируется перелёт Гриллса на парамоторе над Гималаями. Впоследствии были выпущены другие передачи о самой высокой вершине земного шара — в документальных фильмах «Человек против Эвереста» и «Хроника покорения Эвереста» Беар Гриллс рассказывает о наиболее значимых эпизодах из истории покорения этого пика.
Ряд передач посвящены выживанию в экстремальных ситуациях. В 2010 году на канале «Discovery» началась трансляция программы «Хуже быть не могло», в которой описывается поведение и приёмы выживания при природных катаклизмах, техногенных катастрофах, авариях и других нестандартных ситуациях. В передаче «Особое меню От Беара Гриллса» показывалось, что можно есть и пить, попав в экзотические страны и условия дикой природы. Передача «Один день из жизни Беара Гриллса» показывала, как выживать в самых экстремальных уголках земного шара. В передаче «Беар Гриллс: По стопам выживших» повествуется о реальных историях выживания обычных людей, оказавшихся в экстремальной ситуации. В передаче Discovery Channel «Беар Гриллс: кадры спасения» демонстрируются сюжеты с участием экстремалов, спасшихся из опасных ситуаций благодаря быстрой реакции, хорошей подготовке или просто удаче.
Реалити-шоу
Также Беар Гриллс был ведущим ряда реалити-шоу, где вместе с ним в экстремальные условия помещались обычные неподготовленные люди. В передаче «Экстремальные выходные Беара» Беар Гриллс проводит с Джонатаном Россом и Мирандой Харт свои выходные в условиях дикой природы. Миранду Харт Гриллс взял в Альпы, а Джонатана Росса — на один из тропических островов на Канарских островах.
Затем было реалити-шоу «Беар Гриллс: Выбраться живым», в рамках которого десять пар отправляются в Новую Зеландию, чтобы проверить свои навыки выживания в экстремальных ситуациях. По итогам каждого выпуска одна пара выбывает. Победившие в шоу получили приз в полмиллиона долларов.
В реалити-шоу «Остров с Беаром Гриллсом», ведущим которого был Беар Гриллс, тринадцать человек, всю жизнь проживших в условиях современной цивилизации, проверяют свои навыки выживания и способность ориентироваться в экстремальных ситуациях на острове в Тихом океане. Перед высадкой на остров каждый из них прошёл краткий инструктаж, узнав базовые знания о местной флоре и фауне, а также получил минимальный комплект выживания: мачете или нож, дневной запас воды и аптечку.
В передаче «Одичавшие с Беаром Гриллсом» Беар Гриллс вместе с приглашённым гостем — знаменитостью оказываются в какой-нибудь экстремальной ситуации. Похожая концепция и у передачи «Курс выживания с Беаром Гриллсом» — вместе с ним в экстремальные условия джунглей Южной Америки отправились восемь британских знаменитостей: певцы Макс Джордж и Джамелия, актёры Лоуренс Фокс, его двоюродная сестра Эмилия Фокс, а также Том Розенталь; спортсмены Келли Холмс и Майк Тиндалл, а также модель Вог Уильямс. Участникам проекта предстояло провести 12 дней в дикой природе, где они добывали еду и воду, искали убежище и защищались от диких зверей. В ходе передачи участники выбывали, с тем, чтобы остался только один, который стал победителем.
Идея помещения знаменитостей в экстремальные условия была продолжена в реалити-шоу «Звёздное выживание с Беаром Гриллсом», в рамках которого шесть известных личностей вместе с Беаром Гриллсом совершали двухдневное путешествие по самым опасным местам мира. В отличие от предыдущего шоу, здесь упор был сделан не на выживание в условиях дикой природы, а на экстремальные поступки: прыжки с парашютом с горы, длительные переходы в сложных условиях, покорение отвесных гор и т. д.
В программе «Испытание страхом» Гриллс помогает тем, кто хочет избавиться от фобии, используя при этом метод «страх лечится погружением в страх»: людей помещают в ситуации, которых они боятся и Гриллс помогает им эту фобию преодолеть.

### «Ты против дикой природы»
8 марта 2019 года Netflix анонсировал новое интерактивное семейное шоу под названием «Ты против дикой природы» (You vs. Wild), ведущим шоу станет Беар Гриллс, который также выполняет роль исполнительного продюсера, а режиссёром выступит Бен Симмс. Всего в сезоне 8 эпизодов, посвящённых путешествию Гриллса вокруг света, а зрители выбирают направление истории в каждой из серий. От решений, которые будут принимать зрители, будет зависеть судьба телеведущего.
Релиз его состоялся на сервисе 10 апреля 2019 года

## Другая работа
Вне телевидения Гриллс работает мотивационным оратором, составляя речи для различных ассоциаций, корпораций, церквей, школ, а также других организаций.
Гриллс написал несколько популярных книг. Первая книга Гриллса «Facing Up» вошла в десятку бестселлеров в Великобритании и была выпущена в США под названием «The Kid Who Climbed Everest». Книга описывает экспедицию в Гималаи и покорение Эвереста. Вторая книга Гриллса «Facing the Frozen Ocean» вошла в шорт-лист премии Уильяма Хилла за лучшую спортивную книгу в 2004 году. Следующая книга была написана как дополнение к программе «Выжить любой ценой». Она учила искусству выживания в самых враждебных местах планеты. Эта книга вошла в десятку бестселлеров «Sunday Times». У Гриллса есть серия приключенческих книг для детей: «Mission Survival: Gold of the Gods» и «Mission Survival: Way of the Wolf». Его последняя книга — это руководство по экстремальным видам отдыха «Bear Grylls Outdoor Adventures».
У Гриллса есть собственная линия одежды, которая производится фирмой «Craghoppers».

### Главный скаут
В июле 2009 года Беар Гриллс возглавил «Ассоциацию Скаутов» (англ. «The Scout Association»), объединяющую около полумиллиона британцев, заняв пост Питера Дункана (Peter Duncan), занимавшего эту должность с 2004 по 2009 год. Это решение было принято Ассоциацией ещё 17 мая, а 11 июля Питер Дункан официально передал свой пост Б. Гриллсу на собрании в присутствии более чем 3000 скаутских руководителей. Он стал десятым на посту Главного скаута, и за всю столетнюю историю существования скаутского движения, самым молодым (должность была учреждена в 1920 году для генерал-лейтенанта Роберта Баден-Пауэлла).
В октябре 2010 года Беар облетел на вертолёте и объехал почти всю юго-западную часть Англии, чтобы вдохновить юных скаутов и поблагодарить тысячи молодых людей, которые посвящают скаутингу своё свободное время. Он принял участие в соревнованиях по скаутингу, играл со скаутами, встречался с руководителями и родителями, чтобы поблагодарить их за поддержку. Анализируя свою поездку, Беар размышлял о своей цели:

Мне бы хотелось, чтобы каждый, кому интересен скаутинг, мог к нам присоединиться. Но для того, чтобы этого добиться, необходимо, чтобы все взрослые добровольцы проводили как можно больше программ, направленных на развитие этого движения, наподобие таких, которые проводились в эти выходные. Я очень хочу подбодрить, воодушевить и, конечно же, поблагодарить, армию добровольцев, с той целью, чтобы продолжить развитие организации.
— По материалам сайта Ассоциации скаутов

## Благотворительность
Все экспедиции Гриллса собирали деньги для благотворительных организаций. Гриллс — член «The Prince’s Trust», организации, которая обеспечивает поддержку молодым людям Великобритании. Он также вице-президент «The JoLt Trust», небольшой организации, которая даёт возможность неблагополучным молодым людям (инвалидам, безнадзорным, неимущим, подвергавшимся насилию) участвовать в многомесячных экспедициях.
«Global Angels», британская организация, которая собирает средства для детей всего мира, получила деньги от полёта Гриллса над Гималаями на парамоторе и прохождения им через Северо-Западный проход. Званый обед на высоте был устроен в поддержку премии принца Эдинбургского. Плавание вокруг Британии собрало средства для Королевского национального института спасения на водах. Восхождение на Эверест было устроено в поддержку организации «SSAFA Forces Help», а полёт на парамоторе над водопадом Анхель — в поддержку организации «Hope and Homes for Children».